# Buddleja brachystachya
Buddleja brachystachya är en flenörtsväxtart som beskrevs av Friedrich Ludwig Diels. Buddleja brachystachya ingår i släktet buddlejor, och familjen flenörtsväxter. Inga underarter finns listade i Catalogue of Life.